# Église Santa Agata de Pérouse
L'église Santa Agata (en italien : Chiesa di San'Agata Angelo) est un édifice religieux datant du XIIe siècle et reconstruit au XIVe siècle via dei Priori dans la ville de Pérouse en Ombrie (Italie).

## Histoire
L'histoire de l'église est très ancienne. Son nom est déjà mentionné en 1163 dans une charte de l'empereur Frédéric Barberousse. Elle a été reconstruite en 1317. 
Le pape Boniface VIII autorisa la commune de Pérouse à démolir l'église originale San Severo di Piazza afin d'agrandir le  Palazzo dei Priori à la condition expresse qu'elle soit reconstruite à un autre endroit.

## Description
L'église est composée d'une seule nef divisée en deux travées couvertes en croisée selon un schéma gothique
L'église comporte deux portails : l'un s'ouvre sur la via dei Priori, en mémoire de l'édifice original, et le second via Sant'Agata est le fruit de la restructuration du XIVe siècle.
À l'intérieur sont conservées des peintures à fresque de grande qualité comme une Crucifixion et autres œuvres de maîtres ombriens du Trecento.

## Liens externes

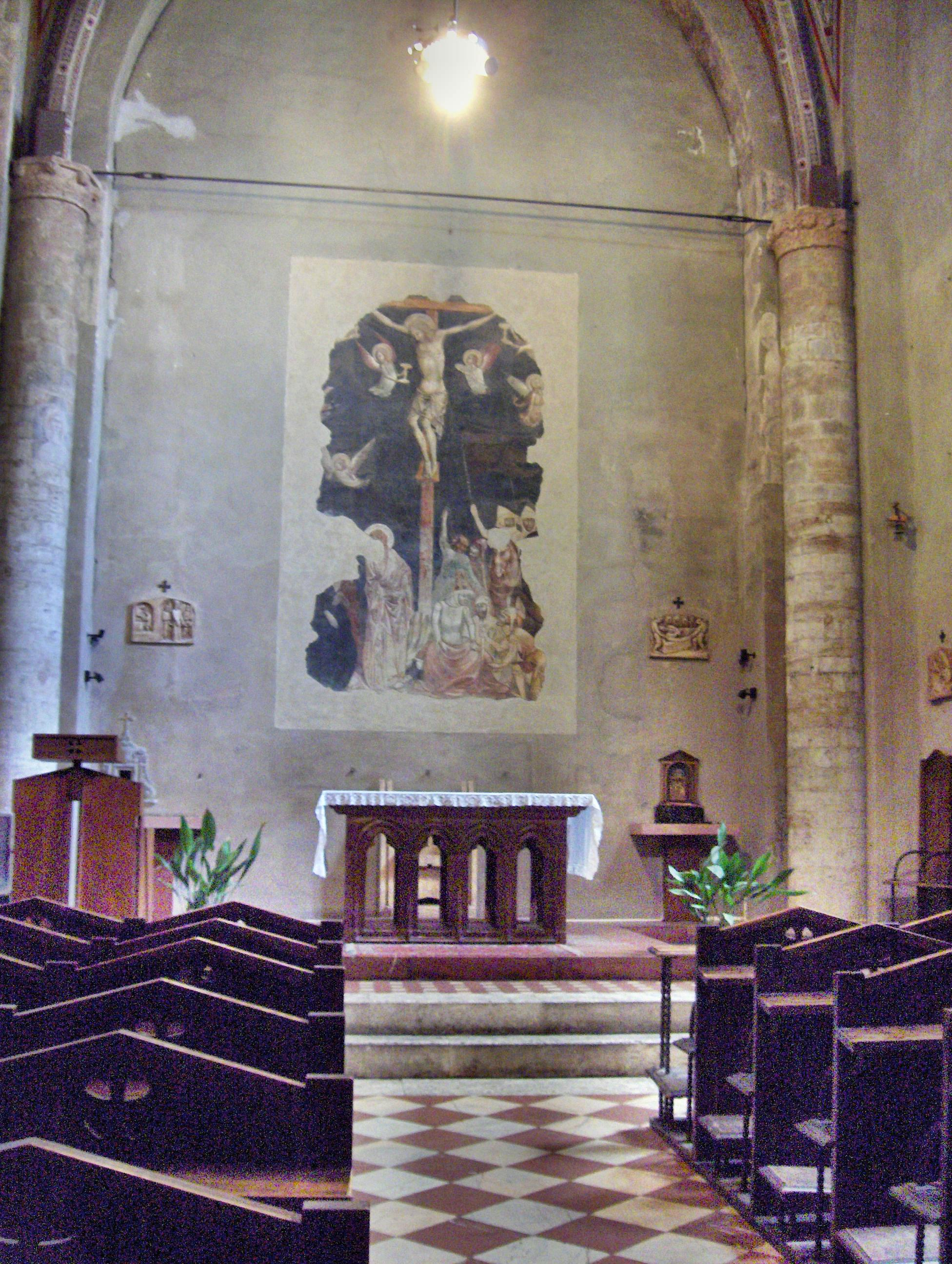
Autel et Crucifixion, fresque du maître anonyme de Pérouse XIVe siècle.

## Sources
- Voir liens externes.